# Недреос, Турборг
Турборг Недреос (норв. Torborg (Aud) Nedreaas, род. 13 ноября 1906 г. Берген — ум. 30 июня 1987 г., Несодден) — норвежская писательница. Автор прозаических произведений, стихотворений и драматургии.

## Жизнь и творчество
Родилась в семье чиновника. Получив образование, с 1923 года работала в Бергене учительницей музыки. Позднее переехала в Лейрвик, фюльке Хордаланн. Местечко Лейрвик, которое она ещё в детстве неоднократно посещала, является местом действия ряда её произведений. Свою первую книгу, сборник новелл Før det ringer tredje gang, писательница опубликовала лишь в 1945 году. С 1947 года Т.Недреос живёт как свободный писатель в местечке Несодден близ Осло. Помимо литературного творчества она сотрудничает также и с телевидением. По её роману Av Måneskinn gror det ingenting (В лунном свете ничего не растёт) в 1987 году режиссёром Арильдом Бринкманом был снят художественный фильм.
В своих сочинениях Т.Недреос неоднократно затрагивает такие темы, как классовое неравенство, положение женщин в современном обществе, подростковые проблемы, вопросы бедности и войны. Большое влияние на её прозу оказали такие писатели, как Бальзак, Максим Горький, А.Хьелланн.

## Сочинения
- Før det ringer tredje gang (1945) — рассказы
- Bak skapet står øksen (1945) — рассказы
- Av Måneskinn gror det ingenting (1947) — роман
- Trylleglasset (1950) — рассказы
- De varme hendene (1952)
- Stoppested (1953)
- Musikk fra en blå brønn (1960) — роман рус. Музыка голубого колодца (1964)
- Skomakeren og hans lest (1964) — телевизионный спектакль (1968)
- Den siste Polka (1965) — рассказы
- Stoppested (1965) — сценарий
- Ytringer i det blå (1967)
- Ved neste nymåne (1971) — роман рус. В следующее новолуние
- Det dumme hjertet (1976) — аудиопьеса
- Vintervår (1982)
- Gjennom et prisme (1983)
- En hage under snøen (1985) — сценарий
- Noveller — og noen essays — сборник эссе (1995)

## Награды
- Премия Ассоциации норвежских критиков 1950 за Trylleglasset
- премия Доблуг 1964
- номинация на Литературную премию Северного совета 1972
- Премия Норвежской академии 1986